# Metionin sintaza
Metionin sintaza (EC 2.1.1.13, 5-metiltetrahidrofolat-homocisteinska S-metiltransferaza, 5-metiltetrahidrofolat-homocisteinska transmetilaza, N-metiltetrahidrofolat:-homocisteinska metiltransferaza, 5-metiltetrahidrofolatna metiltransferaza, 5-metiltetrahidrofolat-homocistein kobalaminska metiltransferaza, 5-metiltetrahidrofolni-homocistein vitamin B12 transmetilaza, 12 5-metiltetrahidrofolat homocisteinska metiltransferaza, metiltetrahidrofolat-homocistein vitamin B12 metiltransferaza, tetrahidrofolatna metiltransferaza, tetrahidropteroilglutamatna metiltransferaza, tetrahidropteroilglutaminska metiltransferaza, vitamin B12 metiltransferaza, kobalamin-zavisna metioninska sintaza, metioninska sintaza (kobalamin-zavisna), METH) je enzim sa sistematskim imenom 5-metiltetrahidrofolat:-homocistein S-metiltransferaza. Ovaj enzim katalizuje sledeću hemijsku reakciju
-metiltetrahidrofolat + L-homocistein {\displaystyle \rightleftharpoons } tetrahidrofolat + L-metionin
Ovaj enzim sadrži cink i kobamid.

## Literatura
- Nicholas C. Price; Lewis Stevens (1999). Fundamentals of Enzymology: The Cell and Molecular Biology of Catalytic Proteins (Third изд.). USA: Oxford University Press. ISBN 019850229X.
- Eric J. Toone (2006). Advances in Enzymology and Related Areas of Molecular Biology, Protein Evolution (Volume 75 изд.). Wiley-Interscience. ISBN 0471205036.
- Branden C; Tooze J. Introduction to Protein Structure. New York, NY: Garland Publishing. ISBN 0-8153-2305-0.
- Irwin H. Segel. Enzyme Kinetics: Behavior and Analysis of Rapid Equilibrium and Steady-State Enzyme Systems (Book 44 изд.). Wiley Classics Library. ISBN 0471303097.
- William P. Jencks (1987). Catalysis in Chemistry and Enzymology. Dover Publications. ISBN 0486654605.

## Spoljašnje veze
- Methionine+synthase на 